# Salina de la Laguna Verde
Salina de la Laguna Verde är ett saltområde i Argentina.   Det ligger i provinsen Catamarca, i den nordvästra delen av landet, 1 300 km nordväst om huvudstaden Buenos Aires.
Trakten runt Salina de la Laguna Verde är ofruktbar med lite eller ingen växtlighet. Trakten runt Salina de la Laguna Verde är nära nog obefolkad, med mindre än två invånare per kvadratkilometer.